# 少花紫堇
少花紫堇（学名：Corydalis oligantha）为罂粟科紫堇属下的一个种。

## 扩展阅读
- 維基物種上的相關：少花紫堇